# Surfing with the Alien (canção)
Surfing with the Alien é uma canção de rock instrumental do guitarrista virtuoso estadunidense Joe Satriani.

## A música
A música foi lançada juntamente com o álbum Surfing with the Alien, de 1987, e é a primeira faixa do CD.
Seu nome é uma referência ao Surfista Prateado, super-herói das histórias em quadrinhos norte-americanas da Marvel Comics.

### Gravação
Para o tom da guitarra solo desta faixa, Satriani usou um pedal e harmonizador. O primeiro funcionou perfeitamente, enquanto o último estava agonizando. Satriani disse à Guitar World: “O som que saiu dos auto-falantes nos impressionou tanto que nós gravamos a melodia e o solo em aproximadamente meia hora e pensamos, ‘Uau, isso é música, cara!’” Então o harmonizador estragou e não pôde ser consertado. “Não pudemos fazer nada,” disse ele. “Perdemos nosso tom. Quando finalmente conseguimos fazê-lo funcionar de novo, não conseguimos criar o efeito original. Simplesmente soava diferente. Então, ao invés de estragar uma performance com uma sonoridade maravilhosa que poderia ter algumas falhas, nós a deixamos”.
Sobre as vozes ouvidas no início da canção, Satriani deu a seguinte explicação:

### Jogos Eletrônicos
Ela é a música tema do jogo do Nintendo 64 Nascar 99. Além disso, ela esta disponível para download nos jogos da série Rock Band, e no pacote "Guitar Virtuoso Track Pack" do jogo Guitar Hero III: Legends of Rock

### Prêmios
- Ela ocupa a posição 30 na lista dos 100 melhores solos de guitarra da historia, feita pela revista Guitar World.[3]

- Em maio de 2011, a revista Spin publicou uma matéria apontando as 30 melhores músicas instrumentais de todos os tempos. A lista não aparece em ordem classificatória, mas sim, cronológica. Surfing with the Alien é uma das canções.[4]

- N. 3 na lista "The 10 Most Epic Guitar Songs in History" do site "London Guitar Show"[5]

- N. 10 da Lista The 25 Greatest Wah Solos of All Time", elaborada pela revista Guitar World[6]

### Paradas Musicais
| Ano  | Ranking                              | Posição |
| ---- | ------------------------------------ | ------- |
| 1988 | Billboard Hot Mainstream Rock Tracks | #37     |

## Gravações
Abaixo encontra-se a tabela de onde a música é encontrada, e em qual versão.
| Ano  | Versão  | Álbum                                                  | Formato | Tamanho  |
| ---- | ------- | ------------------------------------------------------ | ------- | -------- |
| 1988 | Estúdio | Surfing with the Alien                                 | CD      | 4:25 min |
| 1993 | Ao Vivo | Time Machine                                           | CD      | 2:51 min |
| 2001 | Ao Vivo | Live in San Francisco                                  | CD/DVD  | 9:17 min |
| 2003 | Estúdio | The Electric Joe Satriani: An Anthology                | CD      | 4:25 min |
| 2004 | Ao Vivo | G3: Rockin' in the Free World                          | CD/DVD  | 4:16 min |
| 2005 | Estúdio | One Big Rush: The Genius of Joe Satriani               | CD      | 4:25 min |
| 2006 | Ao Vivo | Satriani Live!                                         | CD/DVD  | 7:48 min |
| 2010 | Ao Vivo | Live in Paris: I Just Wanna Rock                       | CD/DVD  | 6:16 min |
| 2015 | Ao Vivo | Surfing in San Jose - The Classic 1988 Radio Broadcast | CD      | 7:58 min |